# アルミランテ・ブラウン (装甲艦)

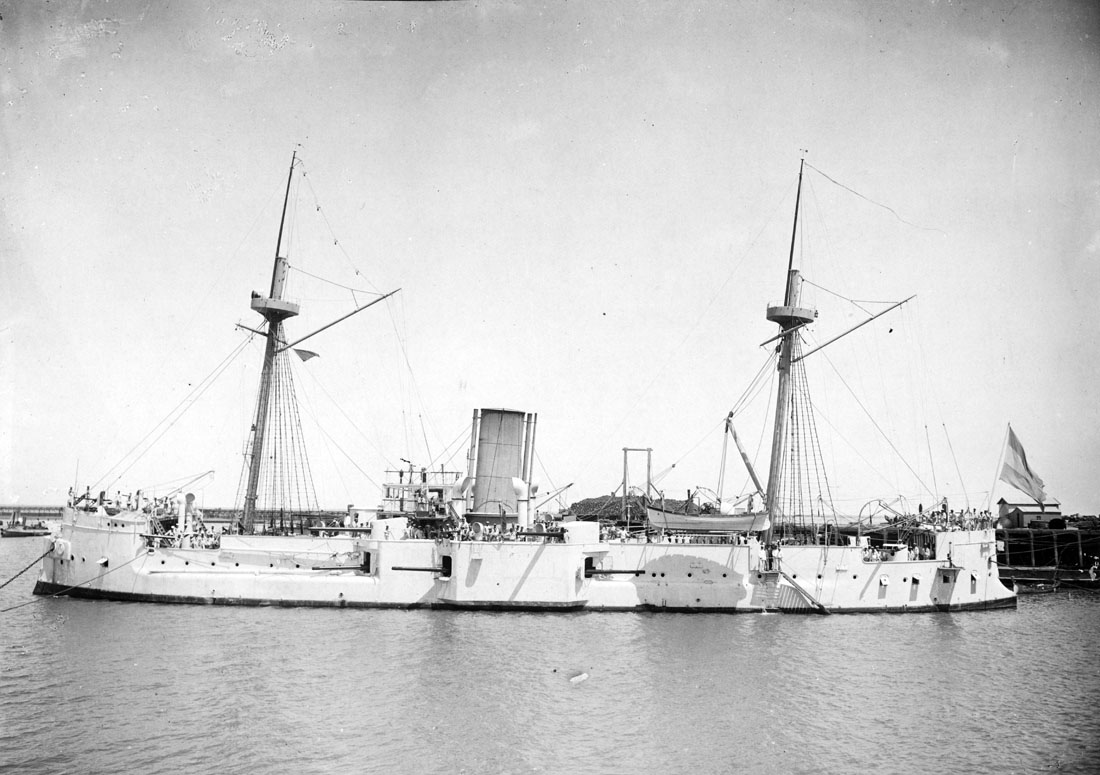
「アルミランテ・ブラウン」（1900年）

アルミランテ・ブラウン (Almirante Brown) はアルゼンチン海軍の中央砲郭艦。艦名は独立戦争時のアルゼンチン艦隊の指揮官ウィリアム・ブラウンにちなむ。
サミューダ・ブラザーズ社で建造。1880年10月6日進水。
鋼製船体で短い船首楼と船尾楼を有し、2本マストで煙突は1本。満載排水量4200t、全長249フィート（75.9m）、垂線間長240フィート0インチ（73.15m）、幅50フィート0インチ（15.24m）。
複式機関、円缶8基、出力5400ihpないし4500ihp、2軸推進で速力14ノット。
装甲は装甲帯が最も厚いところで9インチから6インチ、端のところでは7から1インチ。砲郭が8から6インチで、司令塔が8インチ。
主砲はアームストロング20.3cm（8インチ）後装施条砲8門で、6門を砲郭に、残り2門は艦首と艦尾に1門ずつ搭載した。他に4.7インチ砲6門、9ポンド砲2門、7ポンド砲2門、または114mm後装施条砲6門を搭載した。1897年から1898年の改装で主砲はカネー50口径5.9インチ速射砲10門に、4.7インチ砲は50口径4.7インチ速射砲6門に換装された。または、1898年時点の兵装は50口径1500mm砲10門、119mm砲4門、3ポンド砲8門と魚雷発射管2門。
1893年のArgentine Revolution of 1893の際、9月25日に「アルミランテ・ブラウン」と海防戦艦「リベルタ」、「インデペンデンシア」、防護巡洋艦「パタゴニア」、「ヌエベ・デ・フーリオ」は反乱軍の水雷艇基地を奇襲した。
1921年12月17日、当時砲術練習艦であった「アルミランテ・ブラウン」から兵士と乗員が上陸し、Mata Taperaの無法者の集団を打ち破った。
1927年にハルクとなり、1932年11月17日に除籍され、解体された。